# Le Déserteur (Boris Vian)
Le Déserteur ('il disertore') è una canzone francese conosciuta in tutto il mondo, scritta da Boris Vian nel 1954 e pubblicata nell'esecuzione di Marcel Mouloudji il 27 maggio di quello stesso anno, giorno della disfatta della Francia nella battaglia di Dien Bien Phu, che segna la fine della guerra d'Indocina.

## Interpretazioni
Il primo interprete fu, nel 1954 Marcel Mouloudji, cui seguirono lo stesso Boris Vian, Serge Reggiani, Richard Anthony, Johnny Hallyday, Claude Vinci, Dan Bigras, Leni Escudero, Dédé Fortin e, tradotta in inglese, Joan Baez e Peter, Paul and Mary.
La versione italiana più conosciuta è quella tradotta da Giorgio Calabrese, che è stata incisa da Ornella Vanoni nel 1971, da Serge Reggiani nel 1972, da Ivano Fossati nel 1992, dai Marmaja nel 2002, dai Folkabbestia nel 2006 e da Zibba e Almalibre nel 2013.
Margot inoltre l'ha incisa in lingua originale nel 1964, mentre Renzo Gallo l'ha tradotta ed incisa in piemontese.
I Buio Pesto l'hanno tradotta ed incisa in dialetto ligure.
La corale L'Escabòt l'ha tradotta ed incisa in lingua occitana.
Antonella Ruggiero propone il brano in occasione del concerto al Teatro della società di Lecco (LC) accompagnata da Mark Harris (pianoforte e armonium) e Roberto Colombo (vocoder e basso synth). La registrazione dal vivo è contenuta nell'album "Quando facevo la cantante" (2018) - CD3 "La canzone d'autore".
Luca Barbarossa ha cantato la canzone durante il Concerto del Primo Maggio 2022.

## Contenuto
Il testo è composto da dodici strofe di quattro versi ciascuna, legati in rime baciate. La lettera è indirizzata a un "egregio Presidente" da un uomo chiamato alle armi. Chi canta, spiega che non se la sente di andare in guerra, spiegando di non essere un assassino e di non volerlo diventare con una guerra che gli ha portato via la famiglia.
In Italia è stata ripresa per la prima volta da Margot nel periodo dei Cantacronache (1958/1960). Successivamente è stata tradotta da Luigi Tenco, che la intitolò Padroni della terra e la incise, ma non la pubblicò. Ornella Vanoni l'ha inserita nella scaletta del suo primo album dal vivo, nel 1971. Fu poi ritradotta da Giorgio Calabrese e incisa da Ivano Fossati nel 1992.

## Censura
La canzone è stata più volte censurata a livello internazionale. Ha destato scalpore quando Joan Baez la utilizzò per moltissime marce pacifiste.